# Cidadão Boilesen
Cidadão Boilesen é um documentário de 2009 dirigido por Chaim Litewski. O filme conta como foi o envolvimento e apoio do empresário dinamarquês naturalizado brasileiro Henning Albert Boilesen aos militares durante a ditadura militar no Brasil (1964-1985). Boilesen foi o responsável por financiar a repressão política no período, com recursos próprios e de outros empresários com os quais mantinha relações profissionais, sendo ele o coletor dessa ajuda com os demais empresários.

## História
Através de depoimentos de diversas personalidades e militantes do período, o documentário revela as ligações de Henning Albert Boilesen, então presidente do Grupo Ultra, responsável pela Ultragaz, com o governo militar. O filme mostra o envolvimento do empresário, que realizou apoio financeiro ao movimento de repressão à oposição do governo militar, assim como a sua participação na criação da Operação Bandeirante (Oban). Concomitante a isso, o documentário mostra outros empresários que também apoiaram as ações de combate aos militantes de esquerda e opositores do governo. Depoimentos ao longo do documentário contam que Boilesen assistia as torturas de forma voluntária, fato relatado pelo ex-secretário da segurança pública Erasmo Dias, o ex-governador Paulo Egydio Martins e presos políticos, como Carlos Eugênio Sarmento da Paz e o historiador Jacob Gorender, além do oficial que dirigia os trabalhos na Oban, Dirceu Antônio. Conta-se até que Boilesen teria inventado uma máquina de suplício, chamada de pianola. Sua presença nas sessões de tortura é contestada pelo filho de Boilesen, Hennig Boilesen Jr., e pelo coronel Brilhante Ustra.
Além dos depoimentos, o filme traz também trechos de cinejornais, arquivos de TV, filmes de ficção, imagens do acervo da família, documentos do SNI (Serviço Nacional de Informação) e da embaixada britânica que permaneceram secretos durante décadas.

## Prêmios
Cidadão Boilesen foi eleito como Melhor Documentário Longa ou Média-Metragem pelo júri oficial   no Festival É Tudo Verdade, 14ª edição, de 2009, evento realizado em São Paulo.